# 噂のマキオ
「噂のマキオ」（うわさのマキオ） は、1990年4月19日にフジテレビの『世にも奇妙な物語』内で放送されたストーリー。第1シリーズ、第1回放送の第2作目。主演は坂上香織。同回の作品に第1作『恐怖の手触り』、第3作『楊貴妃の双六』がある。

## 概要
人面犬といった放送当時の世相を反映して「噂」（後年における都市伝説）をテーマにしている一方、メタフィクション的要素を含んだ仕上がりになっている。また、放送当時はインターネットが普及する以前であったため、現在のBBSに代わってパソコン通信が物語上で重要な役割を担っている。
2010年10月4日放送の『世にも奇妙な物語 20周年スペシャル・秋 〜人気作家競演編〜』の冒頭（「厭な扉」の導入部）では、本ストーリーが「記念すべき第1回目の物語」として紹介された。

## ストーリー
山崎奈津子は女子高生であるが、人面犬といった噂でみんなが話で盛り上がっていることに対してくだらないと感じていた。ある日、弟・信之のパソコンをのぞいてみると、パソコン通信でも噂に関する話題が飛び回っている。これを見て、「夜公園に1人で行くとマキオという男の子が遊んでいる。この子と遊ぶとどこかへ連れて行かれてしまう」とパソコンに打ち込み、自分で噂を作る。翌日、学校に行くとみんなマキオの噂で持ちきりだった。信之が噂を広めたに違いないと思い込んだ奈津子は信之に問い詰めるが、信之も友だちからマキオの噂を聞いたと答え、何もしていないという。困惑する奈津子を置き、噂はどんどん広まっていく。そして、ある夜、信之が塾から帰って来ない。心配した奈津子がある公園に行ってみると、1人の男の子が現れた。

## キャスト
- 山崎奈津子：坂上香織
- 山崎信之：大友大輔
- 奈津子の母：ただのあっこ
- 本屋の主人：タモリ
- 山田久子
- 茅野佐智恵
- 加山由実
- 森富士夫
- 三田恵子
- 児玉頼信

## スタッフ
- 脚本：戸田山雅司
- 監督・演出：星護

## 現実世界への影響
「噂の発信者が被害に遭い、最後は自分自身が噂になる」という本ストーリーに対し、1994年ごろには「自分自身が噂を作ると自分に跳ね返り、自分が被害者になる」という噂が報告された。

## 評価
映画監督の清水崇は、『世にも奇妙な物語』への初参加エピソード「嘘が生まれた日」（2015年11月28日放送）を監督した際、思い出に残る話の1つに本エピソードを挙げている。

## コミック、ノベライズ
COMIC 世にも奇妙な物語（1990年12月13日発売 扶桑社）
放送内容に忠実に作られたコミック。
世にも奇妙な物語4（1991年2月25日発売 太田出版）
展開が途中で変わり、結末も小説オリジナルになっている。